# Adoretus inseparabilis
Adoretus inseparabilis är en skalbaggsart som beskrevs av Eugène Benderitter 1927. 
Adoretus inseparabilis ingår i släktet Adoretus och familjen Rutelidae. Inga underarter finns listade i Catalogue of Life.